# Rio Bueno (kommun)
Rio Bueno är en kommun i Chile.   Den ligger i provinsen Provincia del Ranco och regionen Región de Los Ríos, i den södra delen av landet, 800 km söder om huvudstaden Santiago de Chile.
I omgivningarna runt Rio Bueno växer i huvudsak blandskog. Runt Rio Bueno är det glesbefolkat, med 20 invånare per kvadratkilometer.